# Jean-Lambert Tallien
Jean-Lambert Tallien (ur. 23 stycznia 1767 w Paryżu, zm. 16 listopada 1820 tamże) – polityk rewolucji francuskiej, jakobin.
Jean Tallien był typowym reprezentantem rodzącej się francuskiej burżuazji, który rewolucję 1789 roku widział głównie jako obalenie dawnego systemu feudalnego i okazję do łatwego dorobienia się. Znakomicie udawał jednak politycznego radykała, głosując za karą śmierci dla króla i utworzeniem Trybunału Rewolucyjnego. Cieszył się na tyle dużym zaufaniem w Konwencie, że został wybrany komisarzem Konwentu w Bordeaux. Jego zadaniem miało być propagowanie idei rewolucyjnych wśród ludności tego miasta oraz walka z powstaniem żyrondystowskim, jakie miało tam miejsce.
Tallien zdobył fatalną sławę jednego z najkrwawszych i zarazem najbardziej skorumpowanych komisarzy. Za jego czasów Bordeaux było areną masowych egzekucji na gilotynie, w czasie których ginęli niejednokrotnie zupełnie przypadkowi ludzie. Równocześnie wysłannik Konwentu był skłonny przymykać oko na spekulację (którą miał karać surowo), o ile winni gospodarczych przekrętów zapłacili mu odpowiednio wysoką łapówkę. W procederze tym sekundowała mu jego kochanka i późniejsza żona Thérésia Cabarrus, była arystokratka ocalona przez Talliena od szafotu.
W połowie 1794 r. wieści o wyczynach Talliena dotarły do Komitetu Ocalenia Publicznego, który zarządził jego odwołanie z funkcji. Przeciwko Tallienowi i Cabarrus wystosowano nakaz aresztowania; były komisarz zdołał jednak ukryć się w Paryżu. Podobno to wiadomość o skazaniu kochanki na śmierć skłoniła tego niegrzeszącego odwagą człowieka do dołączenia do spisku termidorian, w którym odegrał znaczącą rolę.
9 thermidora roku II (czyli 27 lipca 1794) to Tallien przerwał przemówienie Saint-Justa, dając spiskowcom sygnał do rozpoczęcia akcji przeciwko Robespierre'owi. Za czasów Dyrektoriatu nie odgrywał jednak znaczącej roli politycznej, ograniczając się do dalszego pomnażania swojego majątku i prowadzenia do spółki z Thérésą (już wtedy jego żoną) jednego z najmodniejszych salonów Paryża.